# Carl David Steen
Carl David Steen, född 22 mars 1738 i Stockholm, död där 1 september 1772, var en svensk affärsman och skolman.
Carl David Steen var son till sekreteraren i Svea hovrätt David Steen. Efter elementära studier i hemmet och skola fick han sin fackutbildning i en grosshandel i Stockholm. Sedan han erhållit burskap som borgare i Stockholm 1758 drev han för egen räkning skeppsrederi och utrikeshandel. Tillsammans med Abraham Livin fick han 1759 och 1760 tillstånd att starta en sidenfabrik, vilken dock bringade honom på obestånd i samanbd med de starka växelkursfluktuationerna under 1760-talets svåra ekonomiska kris. Liksom många andra bankrutterade affärsmän försökte Steen då att utnyttja sina kunskaper på utrikeshandelns område genom att ge undervisning i handelsämnen. Troligen inspirerad av meddelanden om en handelsakademis grundande i Wien startade Steen 1770 ett handelsexercitiekontor i Stockholm. Läroanstalten låg till en början på Södermalm, men förlades senare till Gamla stan. Här undervisade adepterna bland annat i italienskt bokhålleri, handelskorrespondens på svenska och flera främmande språk, handelsrätt, handelsgeografi med varukännedom, utrikes mått, mål och vikt med mera samt handelsräkning. Redan 1770 hade Steen planer på att utvidga handelsexercitiekontoret till en svensk handelsakademi, och 1771 inlade han ett memorial till riksdagen i syfte att få offentligt understöd. Inilagan mottogs med intresse av mindre sekreta deputationen, till vilken den remitterades för utlåtande. Statskuppen 1772 ledde dock till att riksdagen aldrig fick tillfälle att ta ställning i frågan, och kort därefter avled Steen i lungsot. Johan Liljencrantz hade dock visat sitt intresse för planerna. Vid sin död var Steen utfattig.